# Caledoniella caulophacoides
Caledoniella caulophacoides är en svampdjursart som beskrevs av Konstantin R. Tabachnick och Claude Lévi 2002. Caledoniella caulophacoides ingår i släktet Caledoniella och familjen Euplectellidae.
Artens utbredningsområde är havet kring Nya Kaledonien. Inga underarter finns listade i Catalogue of Life.